# 캡틴 판타스틱
《캡틴 판타스틱》(영어: Captain Fantastic)은 2016년 개봉한 미국의 영화이다. 맷 로스가 감독, 각본을 맡았고, 비고 모텐슨이 출연한다. 영화는 10년 동안 고립 된 환경에서 남들보다 자연스럽게 사는 가족이 엄마와의 약속을 지키기 위해 낯선 도시로 떠나는 여정을 그린다. 이 영화는 2016년 1월 23일 선댄스 영화제에서 초연 되었다 칸 국제 영화제에서 주목할 만한 시선 부문 초청 되어 상영 되었다.
이 영화는 2016년 7월 8일 블리커 스트리트 배급으로 개봉되었다. 전미 비평가 위원회가 선정한 2016년 올해의 독립 영화 10위 안에 들었고, 모텐슨은 골든 글로브상 영화 드라마 부문 최우수 남우주연상과, 제70회 영국 아카데미상(BAFTA) 최우수 남우주연상, 제89회 미국 아카데미상 최우수 남우주연상 후보에 올랐다.

## 줄거리
벤 캐시(비고 모텐슨 분)은 여섯 명의 자식들과 캠핑카를 타고 낯선 도시를 유랑한다. 아이들에게는 자연이 곧 학교이자 놀이터다. 꾸준히 운동을 하며 심신을 단련을 하고, 칼과 화살로 야생 동물을 잡아먹으며 생활해 나간다. 아이들은 스스로 읽고 싶은 책을 읽고 자유롭게 토론을 하며 올바르게 성장한다. 그러던 어느 날 투병 중이었던 엄마의 죽음 소식이 들려온다. 절망에 빠진 가족들은 엄마의 마지막 유언을 지키고자 그동안 알지 못했던 세상과 대면하게 된다.

## 출연진
- 비고 모텐슨 - 벤 캐시 역
- 조지 매케이 - 보데반 "보" 캐시 역
- 서맨사 이슬러 - 키엘러 캐시 역
- 애널리스 배소 - 베스퍼 캐시 역
- 니컬러스 해밀턴 - 렐리언 캐시 역
- 슈리 크룩스 - 사자 캐시 역
- 찰리 슛웰 - 나이 캐시 역
- 캐스린 한 - 하퍼 역
- 트린 밀러 - 레슬리 애비게일 캐시 역
- 스티브 잔 - 데이브 역
- 엘리야 스티븐슨 - 저스틴 역
- 테디 밴 에 - 잭슨 역
- 에린 모리아티 - 클레어 역
- 미시 파일 - 앨린 역
- 프랭크 란젤라 - 잭 역
- 앤 다우드 - 애비게일 역